# Оксфорд (Канзас)
Оксфорд (англ. Oxford) — місто (англ. city) в США, в окрузі Самнер штату Канзас. Населення — 1048 осіб (2020).

## Географія
Оксфорд розташований за координатами 37°16′29″ пн. ш. 97°10′11″ зх. д. / 37.27472° пн. ш. 97.16972° зх. д. (37.274739, -97.169750).  За даними Бюро перепису населення США в 2010 році місто мало площу 2,15 км², уся площа — суходіл. В 2017 році площа становила 2,35 км², з яких 2,35 км² — суходіл та 0,00 км² — водойми.

## Демографія
Згідно з переписом 2010 року, у місті мешкало 1049 осіб у 434 домогосподарствах у складі 292 родин. Густота населення становила 488 осіб/км².  Було 484 помешкання (225/км²).
Расовий склад населення:
| - 94,9 % — білих - 1,1 % — корінних американців - 1,0 % — чорних або афроамериканців - 0,4 % — азіатів |

До двох чи більше рас належало 1,9 %. Частка іспаномовних становила 2,2 % від усіх жителів.
За віковим діапазоном населення розподілялося таким чином: 21,9 % — особи молодші 18 років, 58,6 % — особи у віці 18—64 років, 19,5 % — особи у віці 65 років та старші. Медіана віку мешканця становила 44,7 року. На 100 осіб жіночої статі у місті припадало 95,0 чоловіків;  на 100 жінок у віці від 18 років та старших — 86,6 чоловіків також старших 18 років.
Середній дохід на одне домашнє господарство  становив 66 973 долари США (медіана — 53 854), а середній дохід на одну сім'ю — 81 638 доларів (медіана — 73 929). За межею бідності перебувало 6,6 % осіб, у тому числі 6,8 % дітей у віці до 18 років та 3,2 % осіб у віці 65 років та старших.
Цивільне працевлаштоване населення становило 522 особи. Основні галузі зайнятості: освіта, охорона здоров'я та соціальна допомога — 28,5 %, виробництво — 19,0 %, мистецтво, розваги та відпочинок — 11,7 %, науковці, спеціалісти, менеджери — 8,6 %.